# Rudniczyn
Rudniczyn [pronunciación en polaco: /rudˈnit͡ʂɨn/] (en alemán: Rudnitsch) es un pueblo ubicado en el distrito administrativo de Gmina Wągrowiec, dentro del Distrito de Wągrowiec, Voivodato de Gran Polonia, en el oeste de Polonia central. Se encuentra aproximadamente a 7 kilómetros al oeste de Wągrowiec y a 47 kilómetros al norte de la capital regional Poznań.